# Eparchia di Vyksa

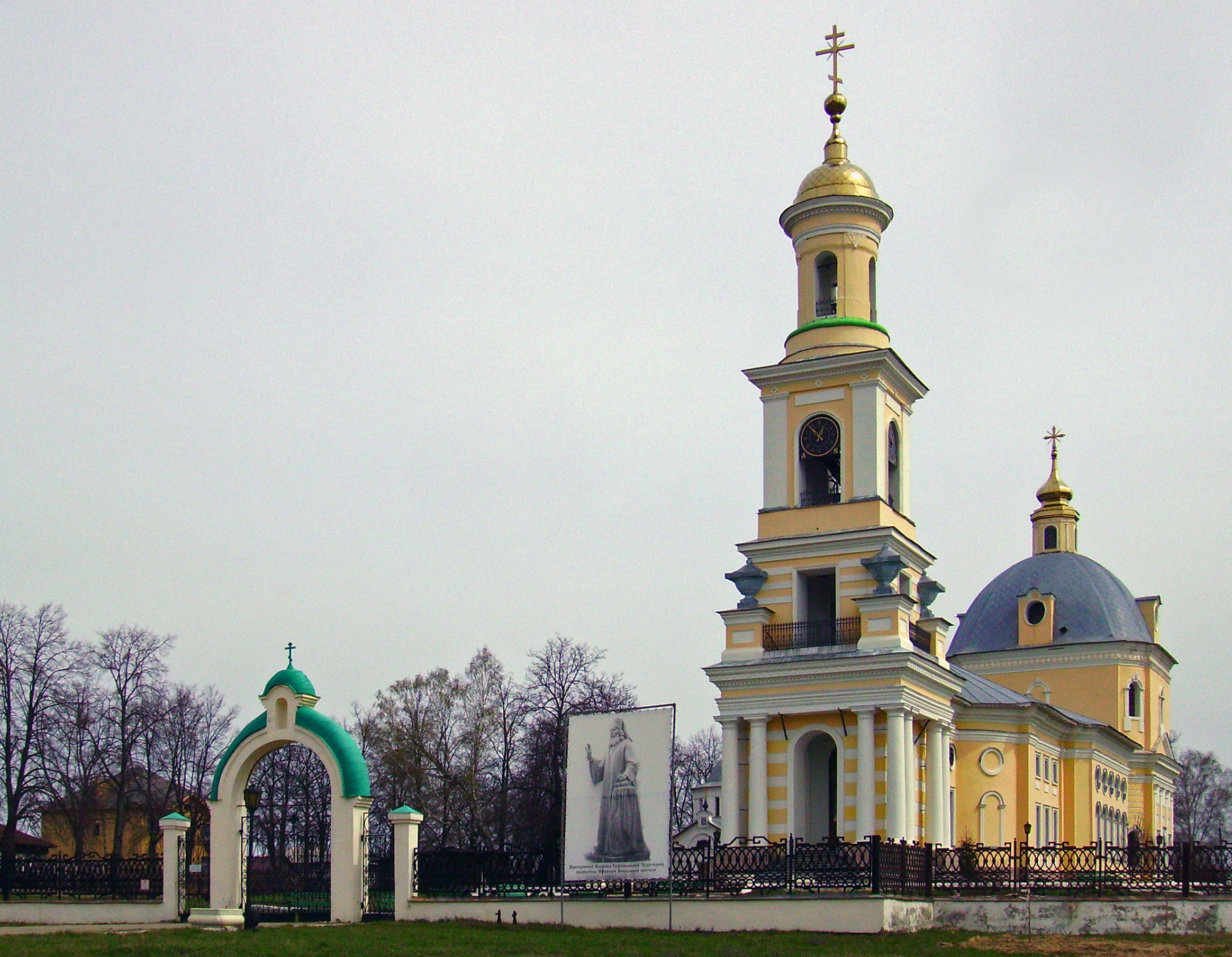
La cattedrale della Natività di Cristo di Vyksa.

L'eparchia di Vyksa (in russo Выксунская епархия?) è una diocesi della Chiesa ortodossa russa, appartenente alla metropolia di Nižnij Novgorod.

## Territorio
L'eparchia comprende le città di Vyksa, Kulebaki, Čkalovsk e Navašino e i rajon Ardatovskij, Vačskij, Voznesenskij, Volodarskij, Kulebakskij, Navašinskij, Pavlovskij e Sosnovskij nell'oblast' di Nižnij Novgorod.
Sede eparchiale è Vyksa, dove si trova la cattedrale della Natività di Cristo.
L'eparca ha il titolo ufficiale di «eparca di Vyksa e Pavlovo».

## Storia
L'eparchia è stata eretta dal Santo Sinodo della Chiesa ortodossa russa il 15 marzo 2012, ricavandone il territorio dall'eparchia di Nižnij Novgorod, e contestualmente è entrata a far parte della metropolia di Nižnij Novgorod.